# Qasr Azraq

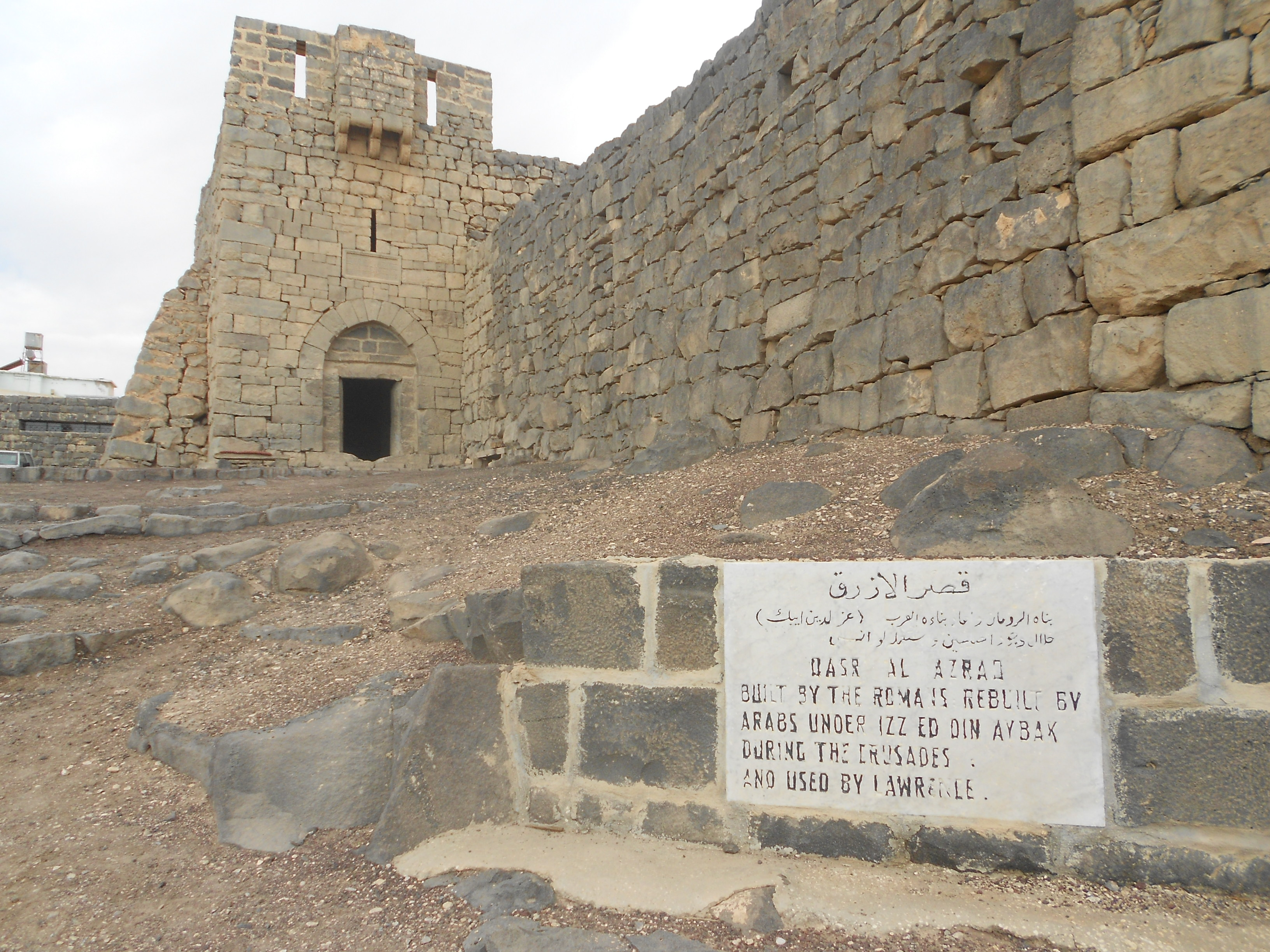
del av fasaden

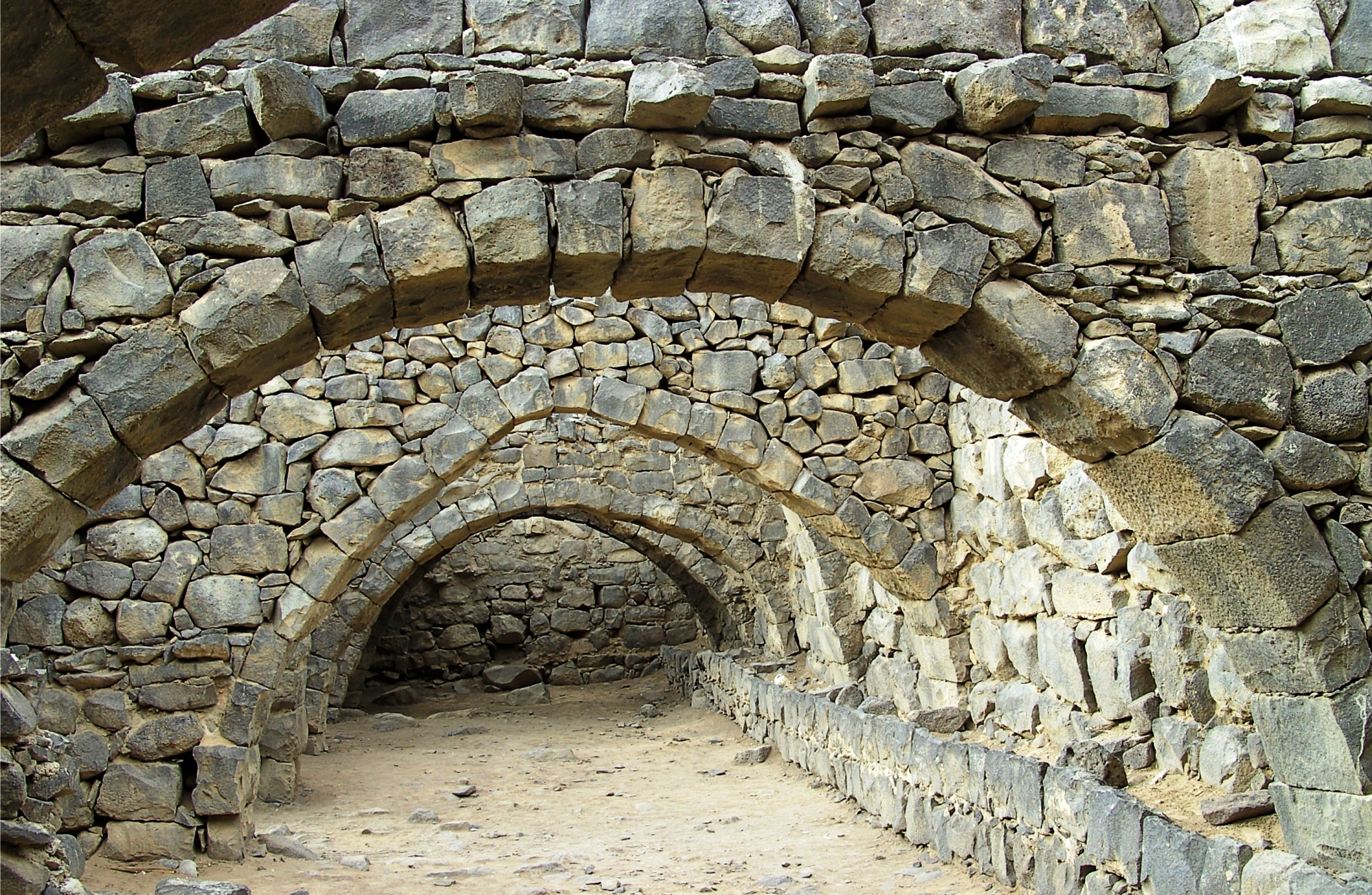
del av valven

Qasr al-Azraq (även Quṣayr Al-ʿAzraq och Azraq Fort,
 arabiska قصر الأزرق) är ett av de kvarvarande ökenslotten i sydöstra Jordanien. Namnet betyder blått palats eller blå borg.

## Byggnaden
Ökenslottet ligger i provinsen az-Zarqa i orten al-Azraq cirka 100 km öster om huvudstaden Amman och cirka 20 km öster om Quseir Amra. Området är det mest legendariska bland ökenslotten.
Byggnaden är huvudsakligen uppfört i svarta basaltblock och tegelsten med en omgivande mur och 4 vakttorn kring en fyrkantig huvudbyggnad. Hela byggnaden mäter cirka 80 meter x 80 meter och är utsmyckad med detaljerade stendekorationer och välvda tak. Byggnaden har en entréportal på den västra sidan och på borggården finns en brunn och ruinen efter en moské traditionellt placerad till höger om ingången.

## Historia
Qasr al-Azraq uppfördes ursprungligen under Romarriket som övertog området omkring år 300 under kejsare Diocletianus. Fästningen användes sedan under det Bysantinska riket och senare under Umayyadernas Kalifat under 700-talet och under Ayyubiderna på 1100-talet. Kring år 1237 fick fästningen sin nuvarande form under Mamlukerna. År 1516 övertogs fästningen av Osmanerna.
1917 använde brittiske Lawrence av Arabien fästningen som sin bas under den arabiska revolten mot Osmanska riket.